# 미셀 부케

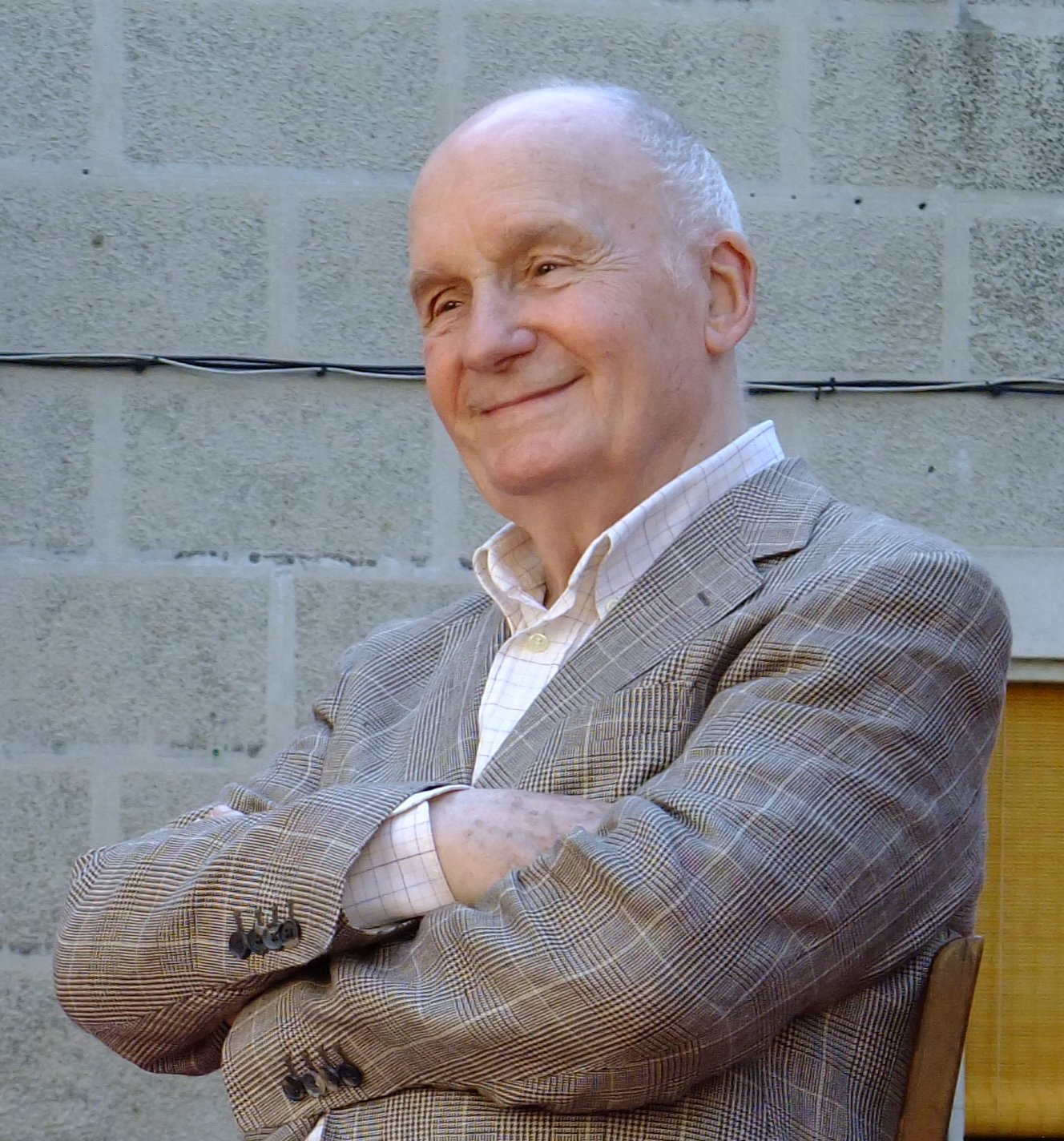
2010년 모습

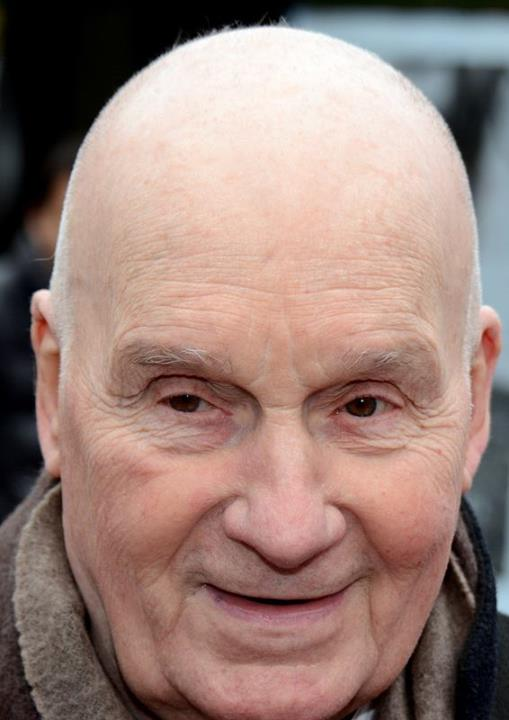
2014년 모습

미셀 부케(Michel Bouquet, 1925년 11월 6일 ~ 2022년 4월 13일)는 프랑스의 배우, 교육자, 영화배우이다.

## 출연 작품

### 영화
- 디 오리진 오브 바이얼런스(2015년)
- 골동품상(2014년)
- 르누아르(2012년) - 오귀스트 르누아르 역
- 골방(2010년) - 에드몬드 역
- 미테랑 대통령의 말년 (2005, Le Promeneur du Champ-de-Mars) - 대통령 역
- 커틀렛(2003년)
- 아버지 죽이기(2001년)
- 엘리사(1995년)
- 토토의 천국(1991년)
- 세상의 모든 아침(1991년) - 보쟁 역
- 닭 초절임 (1985, Poulet au vinaigre)
- 레미제라블(1982년)
- 요엣(1976년)
- 웨어 데얼스 스모크(1973년)
- 암흑가의 두 사람(1973년)
- 모스크바의 야간 탈출(1972년)
- 어두워지기 전에 (1971, Juste avant la nuit)
- 볼사리노(1970년)
- 파멸(1970년)
- 미시시피의 인어(1969년)
- 부정한 여인(1969년)
- 비련의 신부(1967년)
- 밤과 안개(1955년)
- 하얀 발톱(1949년)
- 메시어 빈센트(1947년)